# Esches (rivière)
Pour les articles homonymes, voir Esches (homonymie).
L'Esches est une rivière française située au nord du Bassin parisien longue de 20,22 km traversant les départements du Val-d'Oise (Île-de-France), de l'Oise (Hauts-de-France), affluent en rive droite de l'Oise et sous-affluent de la Seine.

## Géographie

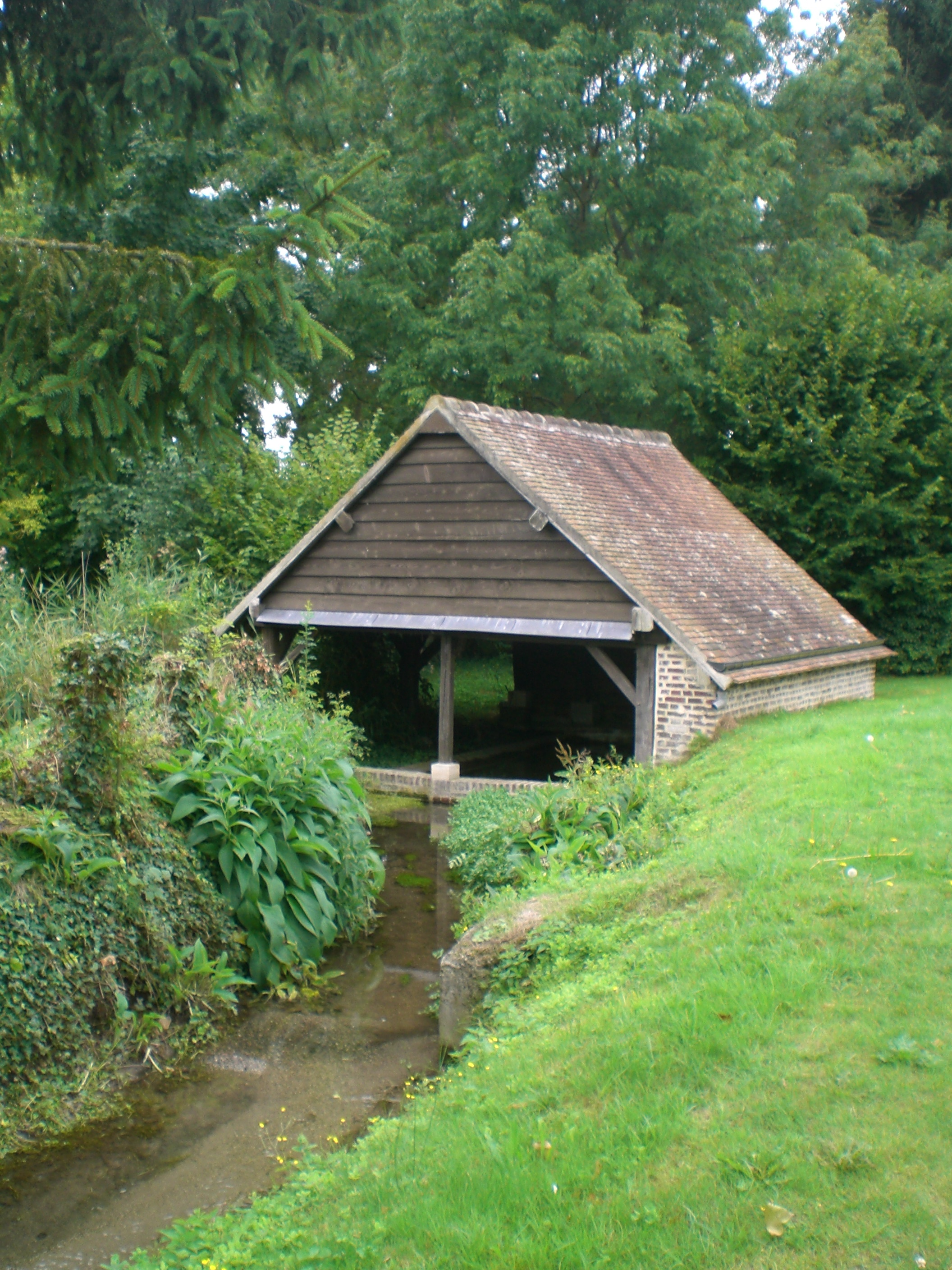
L'Esches à Fosseuse.

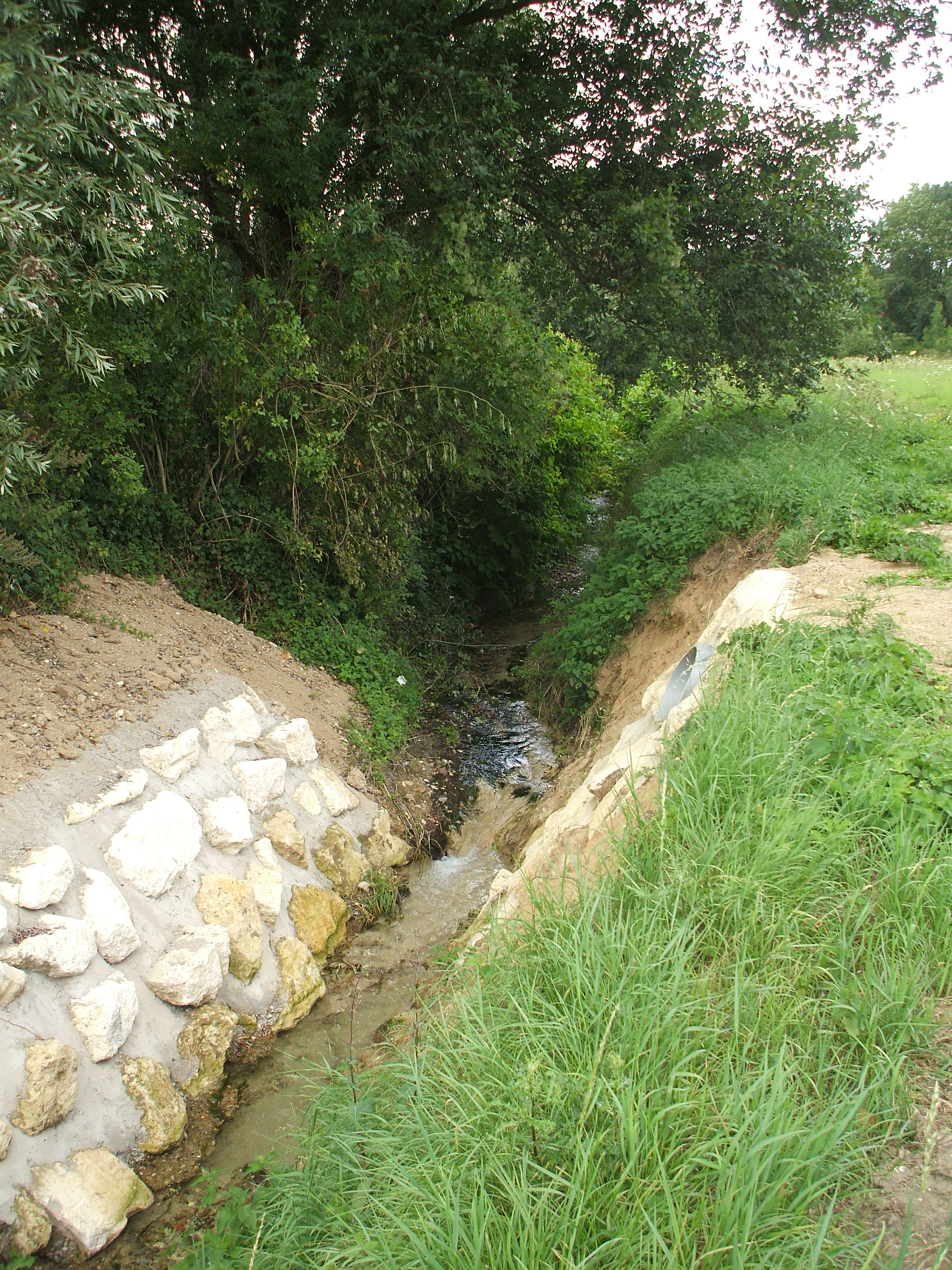
L'Esches à Méru, près de sa source.

L'Esches prend sa source au nord du hameau de Lardières dans la commune de Méru (Oise), dans les Hauts-de-France. Sa source est située sur la côte des Fontaines à l'altitude de 110 mètres. Le premier tronçon de la rivière est nommé "ru de Méru" jusqu'en sortie du territoire communal puis "Esches" à l'entrée du territoire de la commune de l'Esches (Oise).
Il se jette dans l'Oise à Persan (Val-d'Oise) à l'altitude de 22,524 mètres IGN 69 "soumise à l'influence du barrage de l'Isle-Adam à environ 7 km à l'aval pour basses, moyennes eaux et petites crues". Le point de confluence sur la rive droite de l'Oise est situé à environ 370 mètres en amont du point de rejet de la station d'épuration de Persan et à environ 900 mètres en aval du pont de Persan-Beaumont.
L'autoroute A16 suit le tracé de la rivière à partir du sud de la périphérie de Méru et les distances entre leurs axes oscillent entre 380 mètres à Chambly (Oise) et 1 300 mètres à Bornel (Oise).

### Communes et cantons traversés
La rivière traverse les six communes suivantes, de sa source à sa confluence avec l'Oise :
- Méru;
- Esches ;
- Bornel ;
- Belle-Église ;
- Chambly ;
- Persan.

La rivière traverse les cantons suivants :
- Canton de Méru ;
- Canton de Neuilly-en-Thelle ;
- Canton de Beaumont-sur-Oise.

### Bassin versant
A Bornel (Oise), à environ la moitié de la distance totale de son cours, la surface de bassin versant relevée est de 106 kilomètres carrés.

### Organisme gestionnaire
La propriété des terrains occupés par un cours d'eau ni navigable ni flottable est régie par le droit privé (code civil, code rural, code de l'environnement) comme le définit la loi, au moins depuis 1898.

## Hydronymie
Tiré du gaulois esca-, -isca « eau », le nom de la rivière est attesté historiquement sous les formes suivantes :
| sus lesche | 1303 |                    | l’Esches    | 1610 |
| la Lesche  | 1376 | rivière de Méru    | 1618        |      |
| Esche      | 1376 | rivière de Chambly | 1786        |      |
| la Lesches | 1499 | ru de Méru         | XIXe siècle |      |
| l’Esche    | 1547 |                    |             |      |

## Cours d'eau
L'Esches (appelé "ru de Méru" de sa source jusqu'au territoire de la commune d'Esches) compte trois ruisseaux affluents, forme un bras à Chambly et présente une défluence en aval sur le territoire de la commune de Persan avant le point de confluence avec l'Oise :
- Ruisseau dit "du Bois de Buquet"[7] non navigable de 1,03 km de longueur, prenant sa source dans la commune de Méru et affluent en rive droite  ;
- Ruisseau dit "la Chenevière"[8] non navigable de 2,15 km de longueur, prenant sa source dans la commune d'Amblainville, tributaire d'un collecteur originaire de la station d'épuration d'Amblainville, d'un collecteur en provenance de la zone industrielle de Méru via le ravin de la Fosse aux Lapins {{référence souhaitée}}, traversant l'autoroute française A16 et les communes de Méru, d'Esches et affluent en rive droite ;
- Ruisseau dit "la Gobette"[9] non navigable de 5 km de longueur, prenant sa source dans la commune de Dieudonné et traversant les communes de Puiseux-le-Hauberger, Bornel, Belle-Église et affluent en rive gauche ;
- Ruisseau dit "le Coisnon" ou "le Coinon"[10] non navigable de 1,86 km de longueur, bras de la rivière en rive gauche sur l'unique territoire de la commune de Chambly ;
- Ruisseau dit "la Copette"[11] non navigable de 1,984 km de longueur, défluent dans la commune de Persan et qui se jette dans l'Oise en amont de la confluence de l'Oise avec l'Esches.

## Hydrologie
Son régime hydrologique est dit pluvial océanique.

### L'Esches à Bornel
Le module de l'Esches a été observé durant une période de 21 ans (1988-2008), à Bornel, localité située peu avant son confluent avec l'Oise. Le bassin versant de la rivière y est de 106 km2, c'est-à-dire plus de 86 % sa totalité qui fait 125 km2.
Le module de la rivière à Bornel est de 0,743 m3/s.
Les fluctuations saisonnières de débit de l'Esches sont très faibles, comme c'est bien souvent le cas dans le nord-ouest du bassin de la Seine. Il n'est pas aisé de parler de hautes et de basses eaux pour des cours d'eau aussi réguliers. Cependant, on constate que les débits mensuels moyens montent très doucement à partir de novembre (0,639 m3/s) jusqu'au printemps (débit de 0,83 à 0,89 m3/s de mars à mai avec un point culminant en avril), puis baissent tout aussi doucement jusqu'au mois de novembre. On constate ainsi que l'Esches est une rivière à débit mensuel moyen très constant tout au long de l'année. Cependant ce ne sont là que des moyennes mensuelles et les débits peuvent montrer des fluctuations plus prononcées selon les années et sur de courtes périodes.

#### Étiage ou basses eaux
Ainsi aux étiages, le VCN3 peut baisser jusqu'à 0,220 m3/s, en cas de période quinquennale sèche, ce qui, quoique fort bas pour la rivière, ne peut cependant pas être qualifié d'étiage sévère.

#### Crues

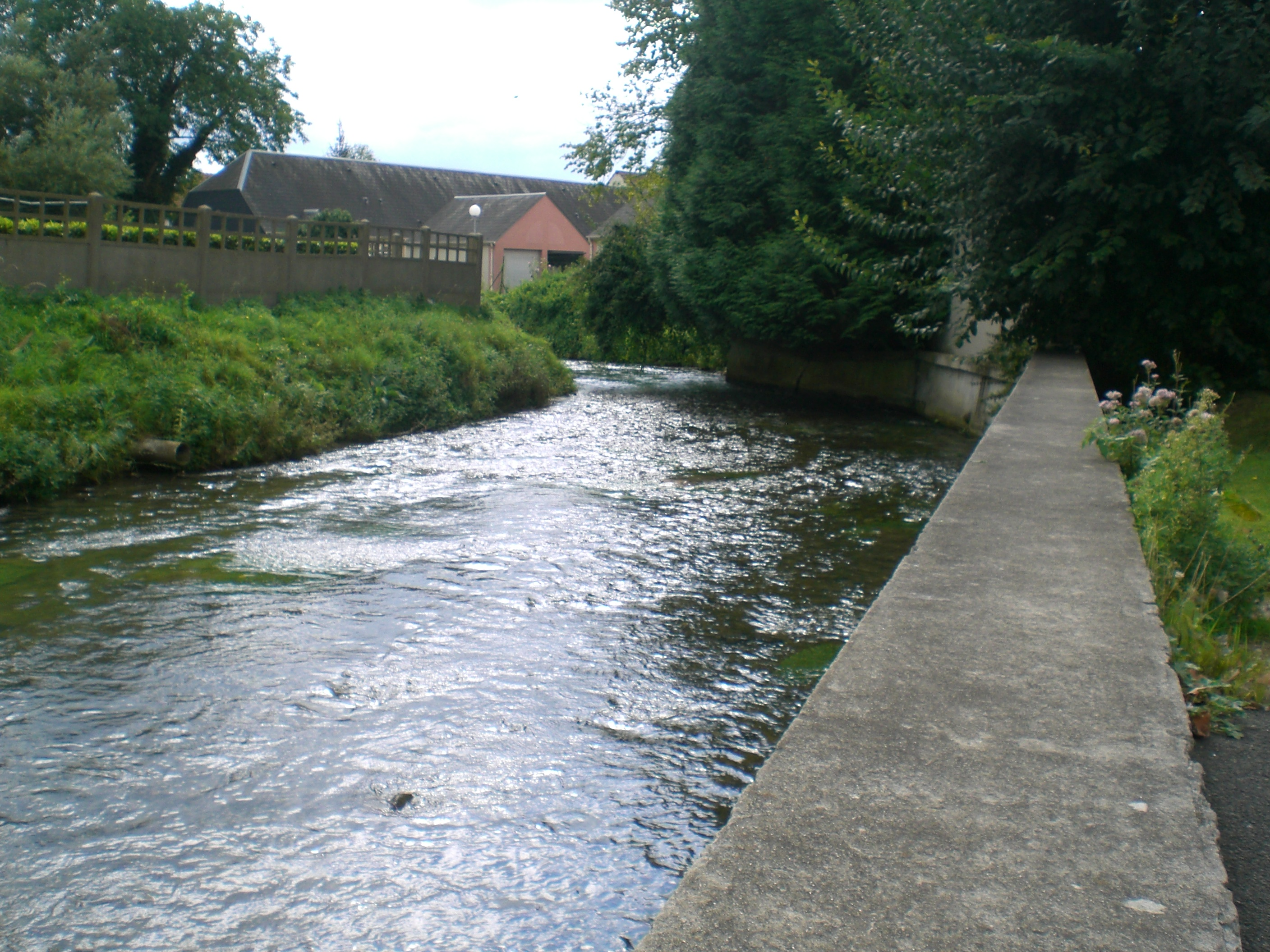
L'Esches à Bornel.

Les crues, quant à elles ne sont jamais importantes. Les QIX 2 et QIX 5 valent respectivement 2,3 et 2,8 m3/s. Le QIX 10 est de 3,1 m3/s, le QIX 20 de 3,5 m3/s, tandis que le
QIX 50 n'a pas été calculé faute de durée d'observation suffisante. Compte tenu de la taille de son bassin, l'Esches se situe dans la catégorie des rivières les moins impétueuses du pays.
Le débit instantané maximal enregistré à Bornel a été de 3,35 m3/s le 3 décembre 2000, tandis que la valeur journalière maximale était de 2,81 m3/s le 7 juillet 2001. En comparant la première de ces valeurs à celles de l'échelle des QIX de la rivière, il apparaît que cette crue, était à peine d'ordre vicennal, et donc destinée à se répéter à intervalle moyen de moins de 20 ans.

#### Lame d'eau et débit spécifique
L'Esches est une petite rivière relativement abondante pour la région. La lame d'eau écoulée dans son bassin versant est de 223 millimètres annuellement, ce qui est certes inférieur à la moyenne d'ensemble de la France tous bassins confondus. Mais on doit noter que l'Esches est une des rares rivières de la région à atteindre plus ou moins le niveau de la moyenne du bassin de la Seine (plus ou moins 230 à 240 millimètres/an). Le débit spécifique (ou Qsp) atteint 6,1 litres par seconde et par kilomètre carré de bassin.

## Aménagements et écologie
L'Esches compte six stations qualité tout au long de son cours :
- à Esches, à Fosseuse, à Bornel, à Belle-Église, à Chambly et à Persan (03138485)[12].

Une cressonnière est implantée près du lieu-dit Vignoru, sur la commune d'Esches.